# 埃爾基斯科

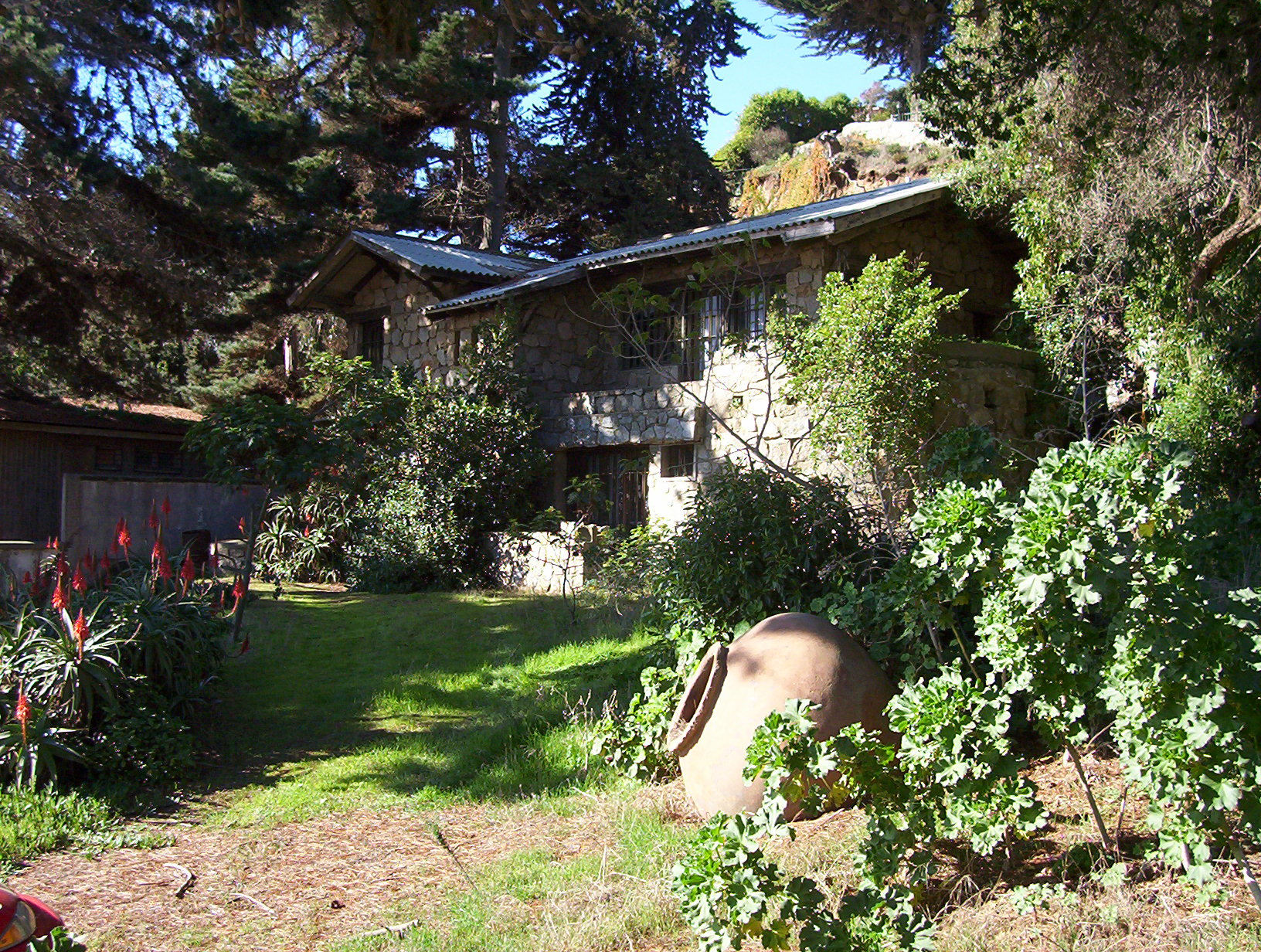

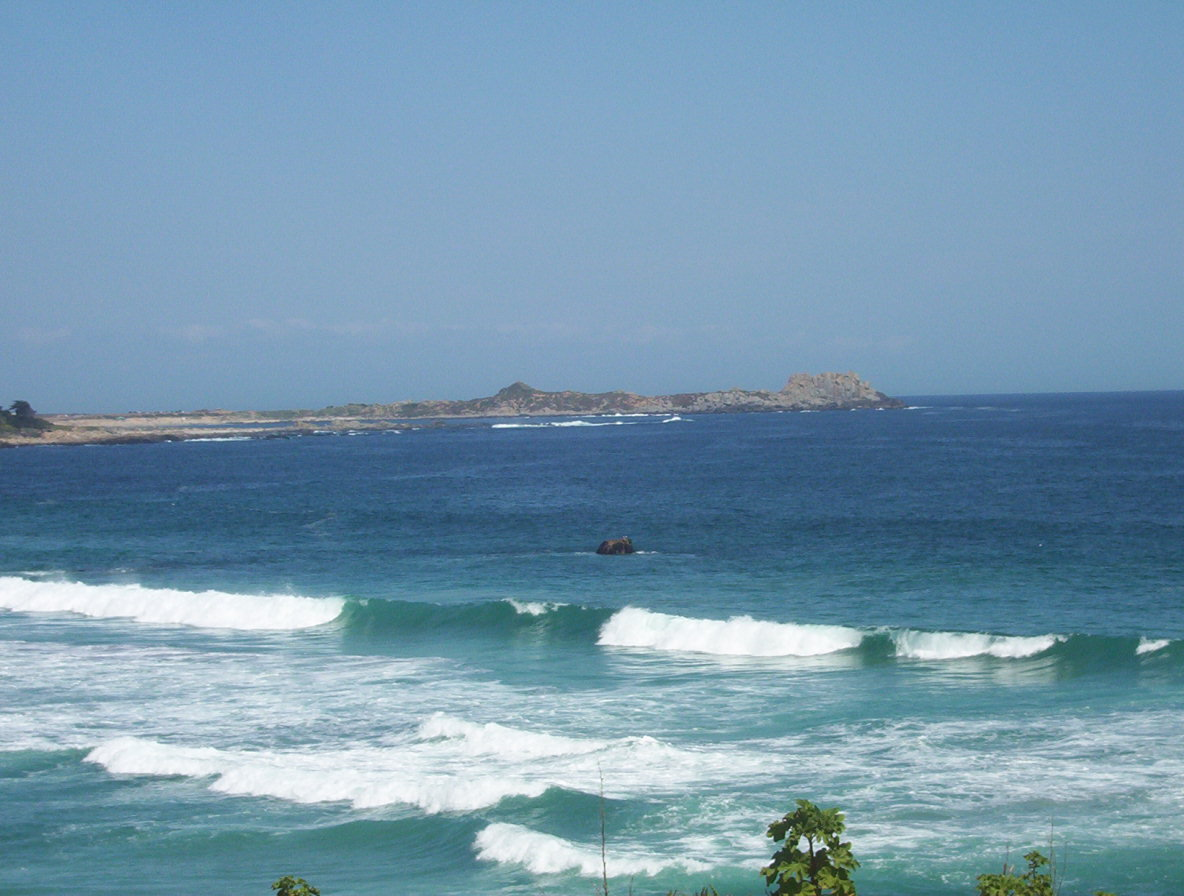

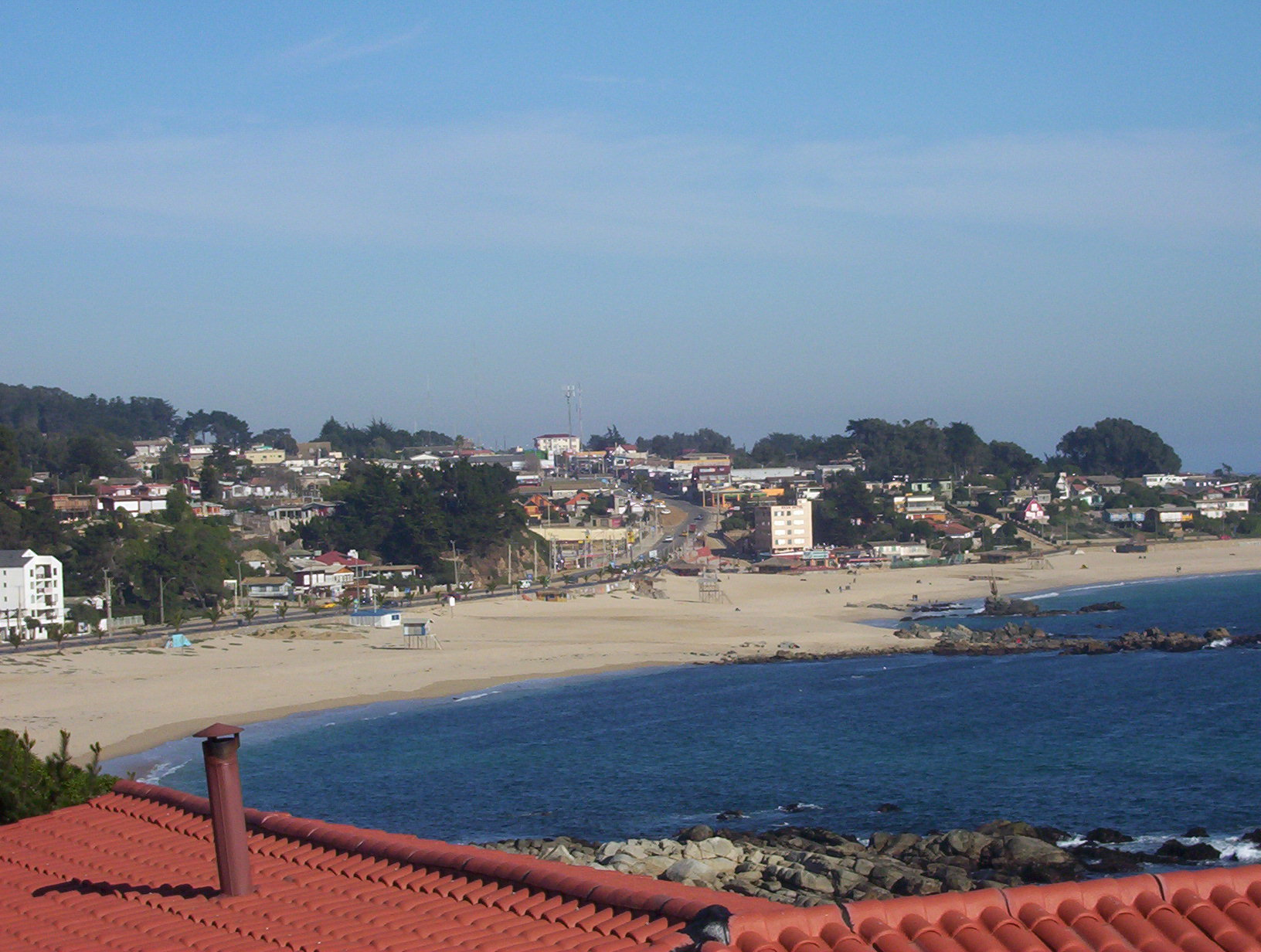

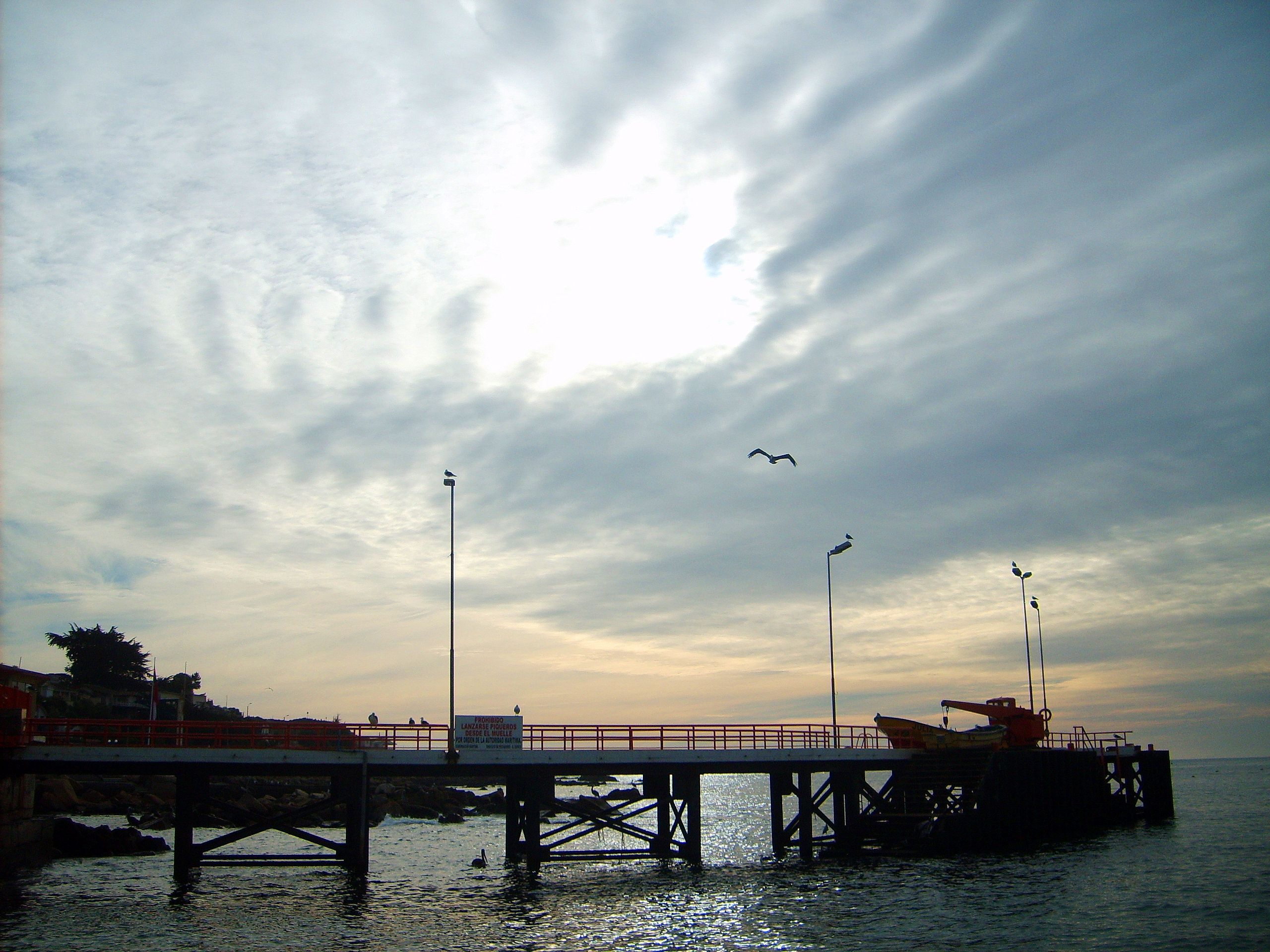

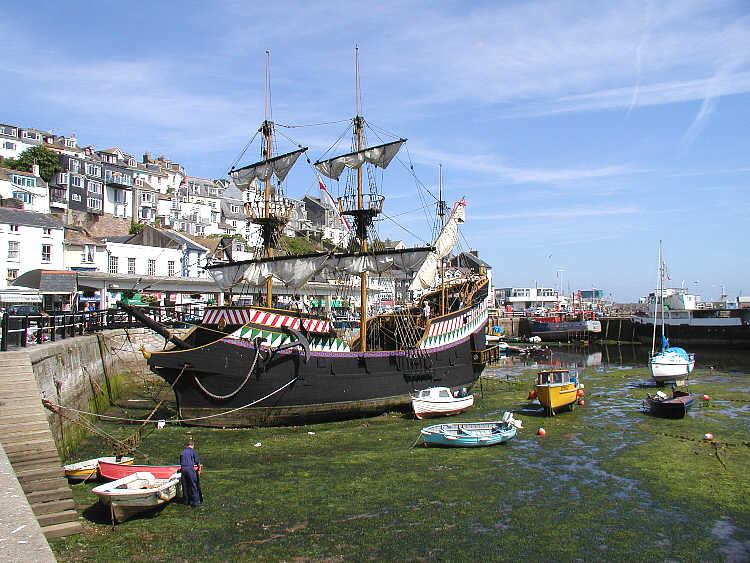

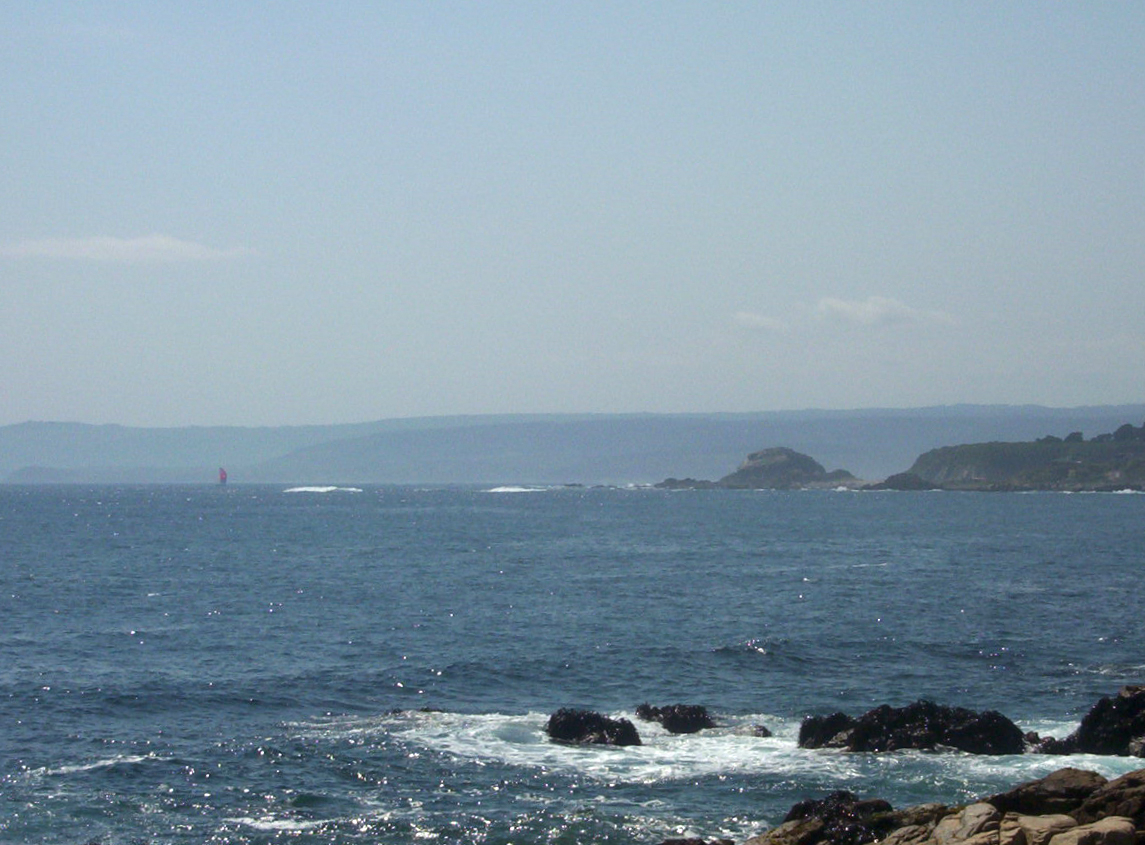

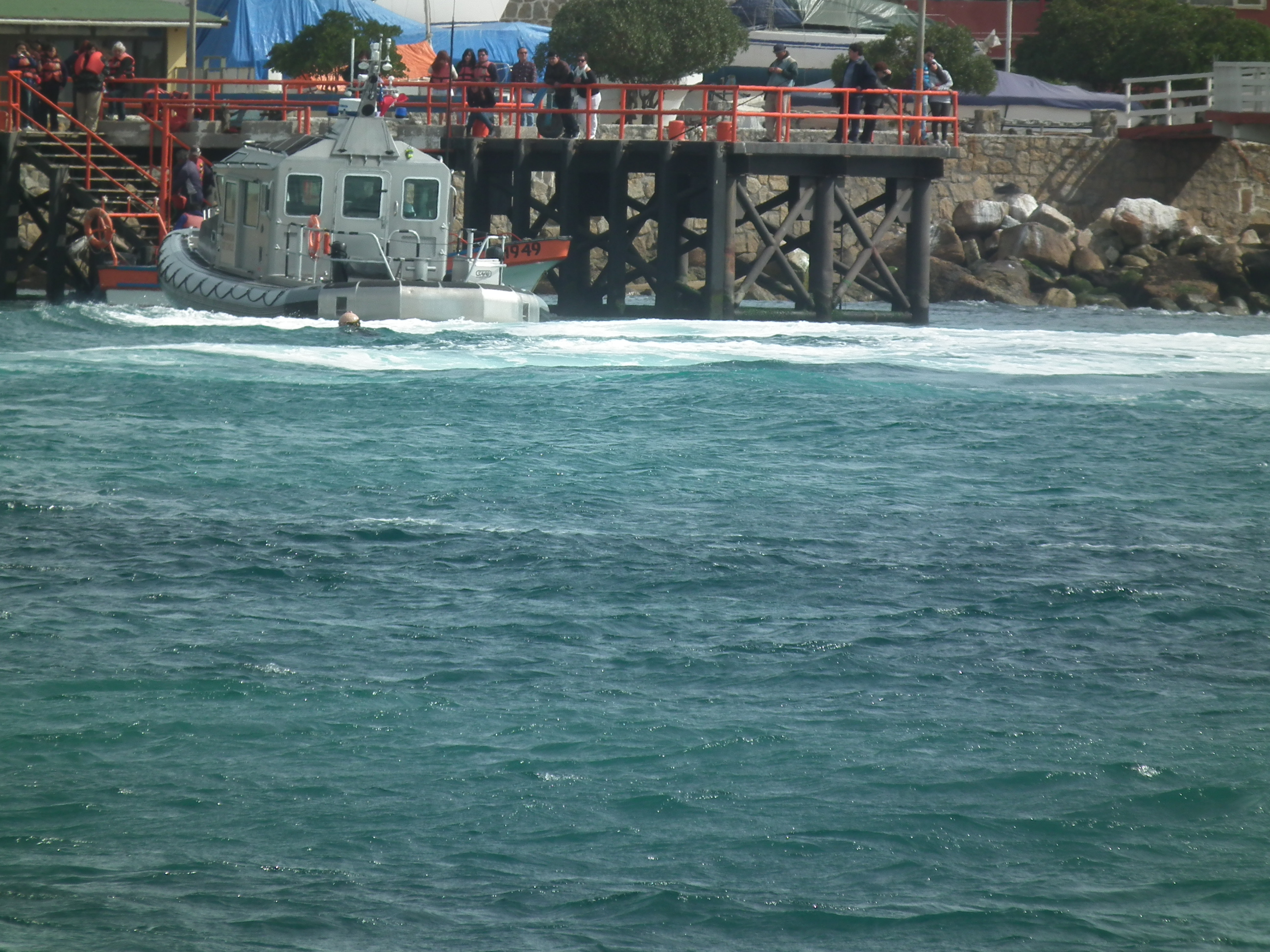

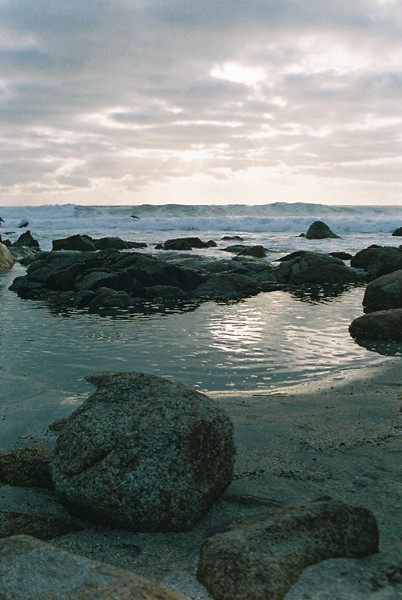

埃爾基斯科（西班牙語：El Quisco），是智利的城市，位於該國中部瓦爾帕萊索大區的聖安東尼奧省，面積50.7平方公里，海拔高度13米，2012年人口11,329人，人口密度每平方公里220人。

33°23′28″S 71°41′34″W / 33.39111°S 71.69278°W